# Robert Finley
Robert Finley (* um 1953) ist ein US-amerikanischer Blues- und Soul-Singer-Songwriter und Gitarrist. Nach einigen Dekaden als semiprofessioneller Musiker und dem folgenden völligen Rückzug aus dem Musikgeschäft veröffentlichte er 2016 in einem Comeback sein Debüt-Studioalbum: Age Don’t Mean a Thing. Zu diesem Zeitpunkt war er bereits über sechzig Jahre alt.
Finley, geboren und aufgewachsen in Bernice, Louisiana, begann als Autodidakt mit elf Jahren auf einer Gitarre zu spielen, die er zuvor in einem Secondhand-Geschäft erworben hatte. Bestimmend in seiner frühen musikalischen Entwicklung war Gospel-Musik. „Ich besuchte gerne die Auftritte von Gospel-Quartetten und setzte mich dabei in die erste Reihe, um ihr Fingerspiel genau beobachten zu können,“ erinnerte sich Finley in einem Interview. 1970 trat er in die US-Armee ein und diente als Hubschrauber-Techniker in Deutschland. Er wurde bald Bandleader und Gitarrist einer Armee-Band, mit der er bis zu seiner Entlassung aus der Armee Auftritte in ganz Europa unternahm.
Nach seiner Rückkehr nach Louisiana übte den Beruf eines Zimmermanns aus, blieb der Musik aber nebenbei als Straßenmusiker und als Bandleader der Gospel-Gruppe Finley and the Gospel Sisters treu. 2015, entdeckte ihn bei einem Straßenauftritt in Arkansas ein Mitarbeiter von Music Maker, einer gemeinnützigen Organisation, die alternde Blues-Musiker unterstützt. Zu diesem Zeitpunkt war er schon stark sehbehindert und konnte deshalb seinen Beruf als Zimmermann nicht mehr ausüben. Mit Hilfe dieser Organisation gelang Finely ein professionelles Comeback als Musiker.
Finleys am 30. September 2016 erschienenes Debütalbum Age Don’t Mean a Thing (Legal Mess Records) enthält bis auf zwei Ausnahmen Eigenkompositionen, angeführt vom autobiografischen Titelsong. Musikjournalisten äußerten sich sehr positiv über Finleys Comeback und sein Album, wobei im Besonderen die Wiederbelebung des Southern Soul in der Musik Finleys Beachtung fand.
2017 veröffentlichte er ein zweites Album Goin’ Platinum!.

## Diskografie
Alben
- Age Don’t Mean a Thing (2016)
- Goin’ Platinum! (2017)
- Sharecropper’s Son (2021)
- Black Bayou (2023)